# 황병일
황병일(黃炳一, 1960년 3월 22일 ~ )은 전 KBO 리그 빙그레 이글스의 내야수이다.

## 선수 시절

### 아마추어 시절
1980년 건국대학교 2학년 때 대학야구 춘계연맹전 원광대학교와의 경기에서 대한민국 최초 사이클링 히트를 달성했다.

### 삼성 라이온즈시절
1983년에 입단하였다.

### 빙그레 이글스시절
1986년에 입단하였다.

## 야구선수 은퇴 후
여러 팀에서 타격코치로 재임했다. 2009년 한국시리즈 우승 공로로 KIA 타이거즈의 수석코치로 승격됐다. 하지만 2011년 준플레이오프 탈락의 책임으로 2011년 10월 18일 KIA 타이거즈에서 당시 감독이었던 조범현을 경질하고 선동열이 후임 감독으로 선임되면서 조범현 사단의 해체와 함께 이순철에게 수석코치직을 넘긴 후 친정 팀 삼성 라이온즈의 2군 타격코치로 선임됐다. 이토 쓰토무의 후임으로 2012년 11월 4일 두산 베어스의 수석코치로 선임됐고, 2013년 12월 2일에 2군 감독으로 보직이 변경됐다.
2014년 11월 20일에 kt 위즈의 2군 감독으로 선임됐다. 2015년 4월 15일 kt 위즈의 수석코치로 보직이 변경됐고, 2016년 시즌 후 성적 부진으로 인해 당시 감독이었던 조범현의 재계약 실패에 책임을 지고 수석코치에서 사임했다.

## 출신 학교
- 포항중앙초등학교
- 포항중학교
- 경북고등학교
- 건국대학교

## 통산 기록
| 연도 | 소속   | 포지션 | 경기 | 타수 | 득점 | 안타 | 2루타 | 3루타 | 홈런 | 타점 | 도루 | 희생타 | 4구 | 사구 | 삼진 | 병살타 | 실책 | 타율  | 장타율 | 출루율 |
| ---- | ------ | ------ | ---- | ---- | ---- | ---- | ----- | ----- | ---- | ---- | ---- | ------ | --- | ---- | ---- | ------ | ---- | ----- | ------ | ------ |
| 1983 | 삼성   | 외야수 | 39   | 64   | 8    | 16   | 6     | 2     | 0    | 12   | 0    | 2      | 3   | 0    | 15   | 0      | 0    | 0.250 | 0.406  | 0.279  |
| 1984 | 삼성   | 외야수 | 37   | 51   | 4    | 7    | 1     | 0     | 2    | 5    | 0    | 2      | 6   | 2    | 13   | 2      | 0    | 0.137 | 0.275  | 0.254  |
| 1985 | 삼성   | 외야수 | 9    | 10   | 0    | 1    | 0     | 0     | 0    | 2    | 0    | 0      | 0   | 0    | 1    | 1      | 0    | 0.100 | 0.100  | 0.100  |
| 1986 | 빙그레 | 좌익수 | 75   | 260  | 25   | 63   | 9     | 2     | 3    | 21   | 12   | 4      | 20  | 4    | 37   | 6      | 1    | 0.242 | 0.327  | 0.305  |
| 1987 | 빙그레 | 외야수 | 43   | 55   | 2    | 11   | 0     | 1     | 1    | 7    | 0    | 3      | 4   | 0    | 10   | 3      | 0    | 0.200 | 0.291  | 0.250  |
| 1988 | 빙그레 | 외야수 | 31   | 53   | 7    | 15   | 3     | 0     | 1    | 4    | 2    | 0      | 5   | 1    | 13   | 1      | 1    | 0.283 | 0.396  | 0.356  |
| 1989 | 빙그레 | 외야수 | 69   | 116  | 14   | 24   | 4     | 0     | 2    | 9    | 2    | 6      | 14  | 3    | 22   | 2      | 0    | 0.207 | 0.293  | 0.304  |
| 1990 | 빙그레 | 외야수 | 65   | 67   | 7    | 12   | 3     | 0     | 0    | 4    | 0    | 1      | 12  | 0    | 13   | 5      | 2    | 0.179 | 0.224  | 0.300  |
| 통산 | 8시즌  | 외야수 | 368  | 676  | 67   | 149  | 26    | 5     | 9    | 64   | 16   | 18     | 64  | 10   | 124  | 20     | 4    | 0.220 | 0.314  | 0.297  |